# Клюшники
Клюшники́ — село в Україні, у Терешківській сільській громаді Полтавського району Полтавської області. Населення становить 23 осіб. До 2017 орган місцевого самоврядування — Микільська сільська рада.

## Географія
Село Клюшники знаходиться за 2,5 км від лівого берега річки Ворскла, примикає до села Безручки, за 0,5 км — село Мале Микільське. Річка в цьому місці звивиста, утворює лимани, стариці та заболочені озера.
Село оточене лісовим масивом (сосна). Поруч проходить залізниця, станція Безручки за 1 км.

## Історія
- 12 червня 2020 року, відповідно до розпорядження Кабінету Міністрів України № 721-р «Про визначення адміністративних центрів та затвердження територій територіальних громад Полтавської області», село увійшло до складу Терешківської сільської громади[1].
- 19 липня 2020 року, в результаті адміністративно — територіальної реформи та ліквідації Полтавського району(1925—2020), село увійшло до складу новоутвореного Полтавського району[2].

## Населення

### Мова
Розподіл населення за рідною мовою за даними перепису 2001 року:
| Мова       | Кількість | Відсоток |
| ---------- | --------- | -------- |
| українська | 21        | 91.3%    |
| російська  | 2         | 8.7%     |
| Усього     | 23        | 100%     |